# Championnats du monde de ski alpin 2019 - Descente hommes
Navigation
Édition précédente Édition suivante
La descente messieurs des Championnats du monde de ski alpin 2019 a lieu le 9 février. Disputée avec un départ abaissé, sous les chutes de neige avec vent, brouillard  et des conditions de visibilité précaires, l'épreuve se conclut par un doublé norvégien : Kjetil Jansrud remporte son premier titre mondial devant son coéquipier quintuple champion du monde Aksel Lund Svindal médaillé d'argent pour le dernier départ de sa carrière. Vincent Kriechmayr, déjà présent sur le podium du Super G,  complète le trio de médaillés. 

## Résultats[3]
Le départ (abaissé) sur la piste Olympia est donné à 13 h 30
| Rang               | Dossard | Nom                          | Pays            | Temps         | Écart         |
| ------------------ | ------- | ---------------------------- | --------------- | ------------- | ------------- |
| Médaille d'or      | 6       | Kjetil Jansrud               | Norvège         | 1 min 19 s 98 |               |
| Médaille d'argent  | 9       | Aksel Lund Svindal           | Norvège         | 1 min 20 s 00 | + 0 s 02      |
| Médaille de bronze | 17      | Vincent Kriechmayr           | Autriche        | 1 min 20 s 31 | + 0 s 33      |
| 4                  | 15      | Beat Feuz                    | Suisse          | 1 min 20 s 42 | + 0 s 44      |
| 5                  | 5       | Matthias Mayer               | Autriche        | 1 min 20 s 63 | + 0 s 65      |
| 6                  | 13      | Dominik Paris                | Italie          | 1 min 20 s 72 | + 0 s 74      |
| 7                  | 4       | Benjamin Thomsen             | Canada          | 1 min 20 s 73 | + 0 s 75      |
| 8                  | 7       | Aleksander Aamodt Kilde      | Norvège         | 1 min 20 s 80 | + 0 s 82      |
| 9                  | 11      | Bryce Bennett                | États-Unis      | 1 min 20 s 81 | + 0 s 83      |
| 9                  | 3       | Mauro Caviezel               | Suisse          | 1 min 20 s 81 | + 0 s 83      |
| 11                 | 19      | Christof Innerhofer          | Italie          | 1 min 20 s 97 | + 0 s 99      |
| 12                 | 35      | Ryan Cochran-Siegle          | États-Unis      | 1 min 21 s 00 | + 1 s 02      |
| 13                 | 23      | Matteo Marsaglia             | Italie          | 1 min 21 s 15 | + 1 s 17      |
| 14                 | 30      | Adrian Smiseth Sejersted     | Norvège         | 1 min 21 s 18 | + 1 s 20      |
| 15                 | 2       | Adrien Théaux                | France          | 1 min 21 s 23 | + 1 s 25      |
| 16                 | 32      | Felix Monsén                 | Suède           | 1 min 21 s 25 | + 1 s 27      |
| 17                 | 28      | Mattia Casse                 | Italie          | 1 min 21 s 35 | + 1 s 37      |
| 17                 | 14      | Johan Clarey                 | France          | 1 min 21 s 35 | + 1 s 37      |
| 19                 | 12      | Brice Roger                  | France          | 1 min 21 s 38 | + 1 s 40      |
| 20                 | 36      | Boštjan Kline                | Slovénie        | 1 min 21 s 45 | + 1 s 45      |
| 21                 | 24      | Niels Hintermann             | Suisse          | 1 min 21 s 45 | + 1 s 47      |
| 22                 | 39      | Christoffer Faarup           | Danemark        | 1 min 21 s 47 | + 1 s 49      |
| 23                 | 20      | Steven Nyman                 | États-Unis      | 1 min 21 s 55 | + 1 s 57      |
| 24                 | 40      | Henrik von Appen             | Chili           | 1 min 21 s 56 | + 1 s 58      |
| 25                 | 29      | Dominik Schwaiger            | Allemagne       | 1 min 21 s 57 | + 1 s 59      |
| 26                 | 27      | Travis Ganong                | États-Unis      | 1 min 21 s 63 | + 1 s 65      |
| 27                 | 33      | Miha Hrobat                  | Slovénie        | 1 min 21 s 70 | + 1 s 82      |
| 28                 | 10      | Josef Ferstl                 | Allemagne       | 1 min 21 s 83 | + 1 s 85      |
| 29                 | 1       | Hannes Reichelt              | Autriche        | 1 min 21 s 87 | + 1 s 89      |
| 30                 | 22      | Maxence Muzaton              | France          | 1 min 21 s 90 | + 1 s 92      |
| 31                 | 18      | Otmar Striedinger            | Autriche        | 1 min 21 s 92 | + 1 s 94      |
| 32                 | 25      | Manuel Schmid                | Allemagne       | 1 min 21 s 95 | + 1 s 97      |
| 33                 | 26      | Brodie Seger                 | Canada          | 1 min 22 s 03 | + 2 s 05      |
| 34                 | 41      | Olle Sundin                  | Suède           | 1 min 22 s 30 | + 2 s 32      |
| 35                 | 8       | Carlo Janka                  | Suisse          | 1 min 22 s 38 | + 2 s 40      |
| 36                 | 16      | Gilles Roulin                | Suisse          | 1 min 22 s 39 | + 2 s 41      |
| 37                 | 56      | Linus Straßer                | Allemagne       | 1 min 22 s 45 | + 2 s 47      |
| 38                 | 31      | Marko Vukićević              | Serbie          | 1 min 22 s 46 | + 2 s 48      |
| 39                 | 38      | Andreas Romar                | Finlande        | 1 min 22 s 48 | + 2 s 50      |
| 40                 | 45      | Adur Etxezarreta             | Espagne         | 1 min 22 s 54 | + 2 s 56      |
| 41                 | 42      | Jack Gower                   | Grande-Bretagne | 1 min 22 s 59 | + 2 s 61      |
| 41                 | 34      | Jeffrey Read                 | Canada          | 1 min 22 s 59 | + 2 s 61      |
| 43                 | 21      | Klemen Kosi                  | Slovénie        | 1 min 22 s 90 | + 2 s 92      |
| 44                 | 43      | Marc Oliveras                | Andorre         | 1 min 23 s 14 | + 3 s 16      |
| 45                 | 49      | Filip Platter                | Suède           | 1 min 23 s 24 | + 3 s 26      |
| 46                 | 37      | Alexander Köll               | Suède           | 1 min 23 s 29 | + 3 s 31      |
| 47                 | 50      | Jan Zabystřan                | Tchéquie        | 1 min 23 s 33 | + 3 s 35      |
| 48                 | 53      | Tomáš Klinský                | Tchéquie        | 1 min 23 s 72 | + 3 s 74      |
| 49                 | 58      | Yuri Danilochkin             | Biélorussie     | 1 min 23 s 90 | + 3 s 92      |
| 50                 | 46      | Ondřej Berndt                | Tchéquie        | 1 min 24 s 06 | + 4 s 08      |
| 51                 | 47      | Martin Bendík                | Slovaquie       | 1 min 24 s 12 | + 4 s 14      |
| 52                 | 61      | Simon Breitfuss Kammerlander | Bolivie         | 1 min 24 s 30 | + 4 s 32      |
| 53                 | 54      | Sven von Appen               | Chili           | 1 min 24 s 93 | + 4 s 95      |
| 54                 | 57      | Ivan Kovbasnyuk              | Ukraine         | 1 min 25 s 81 | + 5 s 83      |
| 55                 | 60      | Albin Tahiri                 | Kosovo          | 1 min 25 s 84 | + 5 s 86      |
| 56                 | 59      | Elvis Opmanis                | Lettonie        | 1 min 26 s 64 | + 6 s 66      |
| 57                 | 55      | Ioan Valeriu Achiriloaie     | Roumanie        | 1 min 27 s 00 | + 7 s 02      |
| —                  | 52      | Matej Prieložný              | Slovaquie       | Abandon       | Abandon       |
| —                  | 44      | Natko Zrnčić-Dim             | Croatie         | Pas au départ | Pas au départ |
| —                  | 48      | Filip Zubčić                 | Croatie         | Pas au départ | Pas au départ |
| —                  | 51      | Štefan Hadalin               | Slovénie        | Pas au départ | Pas au départ |